# Gino Cappelletti
(en) Statistiques sur pro-football-reference
Gino Raymond Michael Cappelletti dit « Gino Cappelletti », né le 26 mars 1934,, à Keewatin au Minnesota et mort le 12 mai 2022 à Wellesley au Massachusetts,,, est un joueur américain de football américain. Il est surnommé « Mr. Patriot » et « The Duke ».
Il a joué pour l'université du Minnesota et les Patriots de Boston, futurs Patriots de la Nouvelle-Angleterre. Meilleur joueur de l'American Football League (AFL) en 1964, il est aussi un joueur notable de l'histoire de la franchise des Patriots.

## Records, palmarès et récompenses
- Meilleur joueur de l'American Football League (AFL) en 1964 ;
- Meilleur joueur AFL de la saison par United Press International (UPI) en 1964 ;
- Sélectionné 5× All-Star (en 1961, 1963, 1964, 1965 et 1966)
- Sélectionné 4× dans la seconde équipe AFL (en 1961, 1963, 1964 et 1966)
- 5 x meilleur marqueur (nombre de points inscrits) de la NFL (en 1961, 1963, 1964, 1965 et 1966)
- Membre du Hall of fame des Patriots de la Nouvelle-Angleterre ;
- Son maillot portant le no 20 chez les Patriots retiré ;
- Record NFL du plus grand nombre de saisons en tant que meilleur marquer (5 - 1961, 1963–1966 - à égalité avec Don Hutson et Stephen Gostkowski)